# فريد إسبيناك
فريد إسبيناك عالم فيزياء فلكي أمريكي. كان يعمل في مركز غودارد لرحلات الفضاء. اشتهر بعمله في تنبؤات الكسوف. بدأ اهتمامه بعلم الفلك عندما كان في السابعة من عمره، وامتلك أول مقراب عندما كان عمره 9-10 سنوات. حصل إسبيناك، أصبح مهتمًا بعلم الفلك عندما كان عمره 7-8 سنوات ، وكان لديه أول تلسكوب عندما كان عمره حوالي 9-10 سنوات. حصل إسبيناك على درجة البكالوريوس في الفيزياء من كلية فاغنر في جزيرة ستاتين ، حيث عمل في القبة السماوية. حصل على درجة الماجستير من جامعة توليدو، بناءً على دراسات قام بها في مرصد قمة كيت للنجوم البركانية المتوهجة بين الأقزام الحمراء.
عمل في مركز غودارد لرحلات الفضاء ، حيث استخدم مطيافية الأشعة تحت الحمراء لقياس الغلاف الجوي للكواكب في النظام الشمسي. وقدم نشرات ناسا عن الكسوف منذ عام 1978. وهو مؤلف العديد من الأعمال القانونية حول تنبؤات الخسوف ، مثل كتاب «الخمسين عامًا للكسوف الشمسي: 1986-2035» و«خمسين عاماً قانونيًا لكسوف القمر: 1986 – 2035»، وكلاهما مراجع معيارية للخسوف. كان أول خسوف رآه هو كسوف الشمس في 7 مارس 1970، والذي أثار اهتمامه بالكسوف، وشاهد منذ ذلك الحين أكثر من 20 خسوفًا.
جنبا إلى جنب مع جان ميوس، نشر «قوانين الألفية الخمس من الكسوف الشمسي» في عام 2006، والتي تغطي جميع أنواع كسوف الشمس (الجزئي، الكلي، الحلقي، أو الهجين) من 2000 قبل الميلاد إلى 3000 ميلادي، وقوانين «الألفية الخمسة من خسوف القمر» في عام 2009، والذي يسرد جميع خسوف القمر (شبه الجزئي أو الجزئي أو الكلي) في تلك الفترة الزمنية. في وقت لاحق نشر كتابه الأكثر إحكاما لألف عام من خسوف القمر 1501 إلى 2500، «قانون الألف عام لكسوف الشمس 1501 إلى 2500» و«قانون القرن الحادي والعشرين لكسوف الشمس». وهو أيضًا مؤلف مشارك (مع مارك ليتمان وكين ويلكوكسوف) من «الكمال: كسوف الشمس».
كان الباحث المشارك في تجربة الغلاف الجوي التي أجريت على مكوك الفضاء ديسكفري.
وهو معروف أيضًا باسم «السيد كسوف». يلقي محاضرات عامة عن الكسوف والفلك. نشرت الصور الفلكية التي التقطها إسبيناك في ناشونال جيوغرافيك ونيوزويك ونيتشر ونيو ساينتست و مجلات Ciel et Espace. التقى إسبيناك بباتريسيا توتن أثناء وجوده في الهند عام 1995، وتزوجا عام 2006.
تقاعد في عام 2009، وسمي الكويكب «إسبيناك 14120» على شرفه في عام 2003.

## روابط خارجية
- الموقع الرسمي